# ピラキ

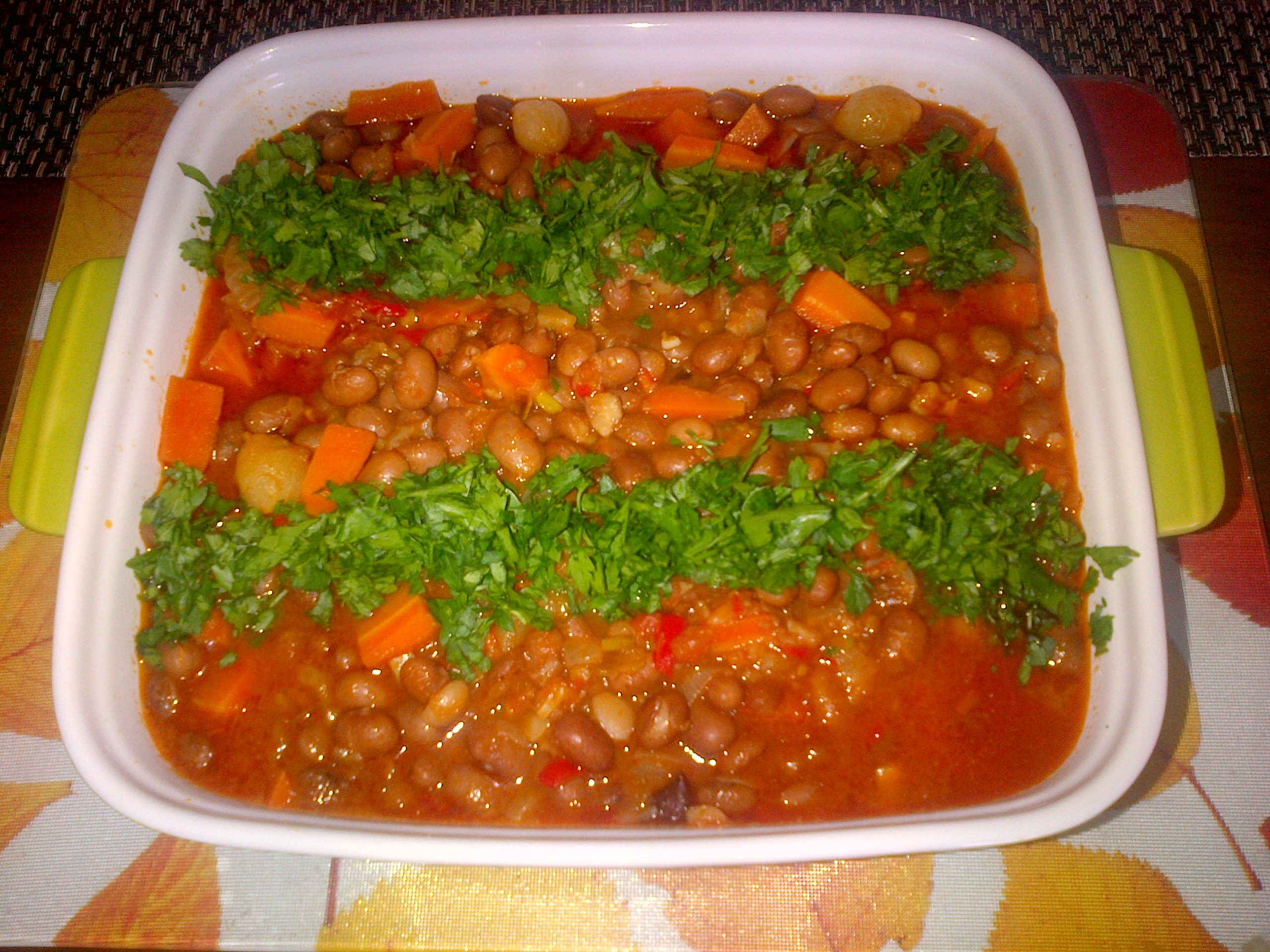

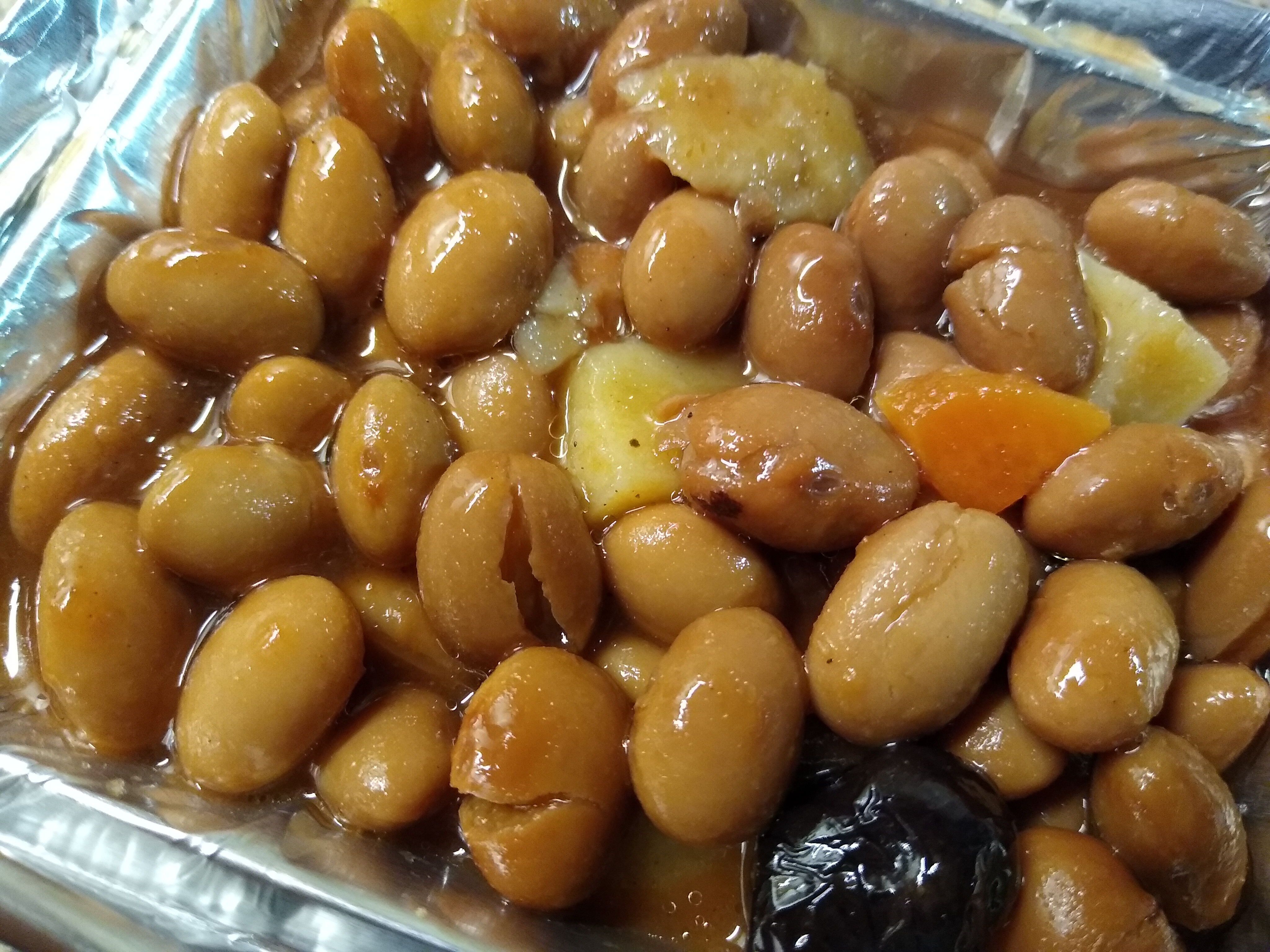

ピラキ(Pilaki)は、トルコのメゼの種類であり、タマネギ、ニンニク、ニンジン、ジャガイモ、トマト又はトマトペースト、砂糖、オリーブ油から作るソースを用いて調理する数種の料理を指す。このように調理した豆（シロインゲンマメを用いたfasulye pilakiやクランベリービーンを用いたbarbunya pilaki）は、冷たくしてパセリとレモンのスライスを添えて提供される。魚のピラキも人気のあるレシピの1つである。同様の料理が、ギリシア料理ではplaki、ブルガリア料理ではplakiyaとして知られる。

## 関連文献
- The Sultan's Kitchen: A Turkish Cookbook. Özcan Ozan. 2001. Periplus Editions. ISBN 978-962-593-944-5.
- Companion Guide to Istanbul and Around the Marmara. John Freely, Susan Glyn. 2000. The Companion Guide. ISBN 1-900639-31-9.
- International Dictionary of Food & Cooking: Ingredients, Additives. Charles Gordon Sinclair. 1998. Taylor & Francis Cookery. ISBN 1-57958-057-2